# Prima perioadă constituțională în Imperiul Otoman

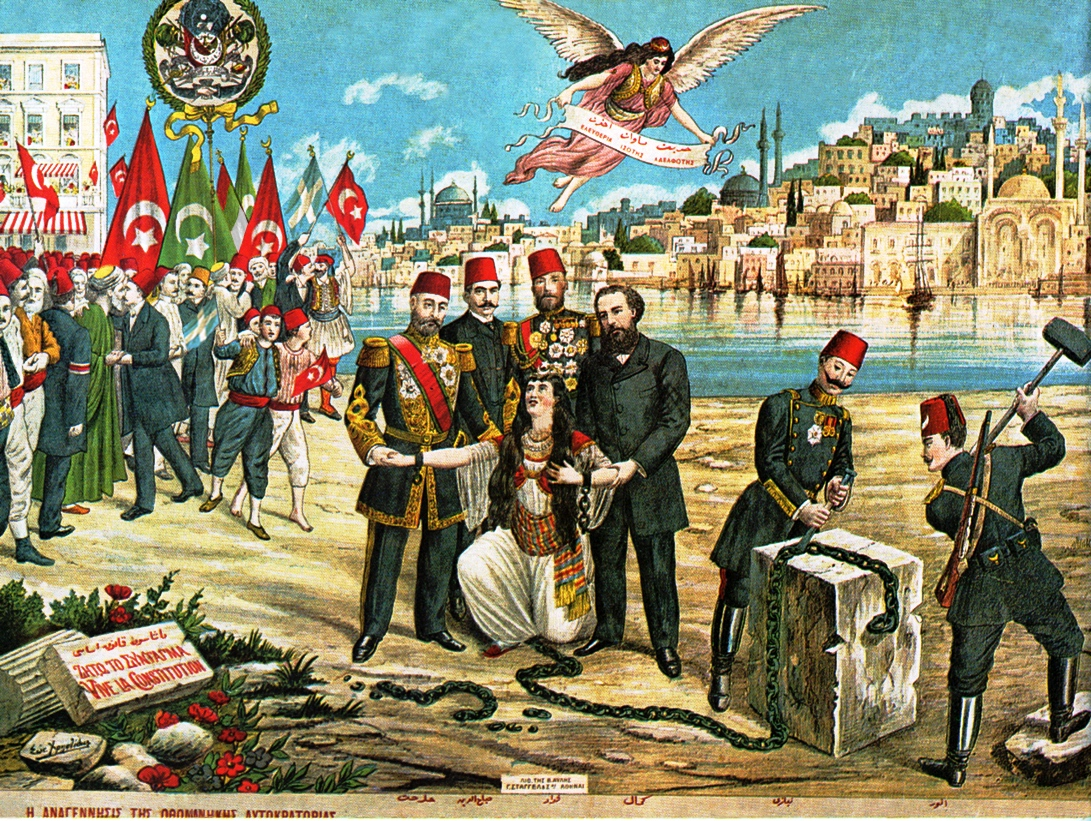
O litografie care sărbătorește Revoluția Tinerilor Turci cu sursele de inspirație ale mișcării, Midhat Pașa, Prințul Sabahaddin, Fuad Pașa și Namık Kemal, liderii militari Niyazi Bey și Enver Pașa și sloganul „Libertate, egalitate, fraternitate”

Prima perioadă constituțională (în limbile turcă otomană: مشروطيت turcă: Birinci Meşrutiyet) a fost o epoca fondării monarhiei constituționale, care a fost cuprinsă între momentul promulgării Legii Fundamentale concepută după principiile Junilor Turci (23 noiembrie 1876) și cel al suspendării Parlamentului de către sultanul Abdul Hamid al II-lea  (13 februarie 1878).
Prima perioadă constituțională nu a fost caracterizată printr-un mesaj multipartit. În acea perioadă, parlamentul era considerat reprezentantul voinței poporului, dar nu ca loc de dezbateri la care să participe formațiunile și organizațiile politice. Prin comparație cu democrațiile moderne, sistemul otoman din această perioadă era mai degrabă o monarhie constituțională benevolentă și mai puțin un sistem multipartinic reprezentativ.

## Politicile electorale
Alegerile pentru Parlament au fost organizate în conformitate cu prevederile regulamentele provizorii. Parlamentul era unul de timp bicameral. Prima cameră era "Meclis-i Mebusan" (Camera Deputaților), iar camera superioară era "Heyet-i Ayan" (Senatul). Selectarea inițială a deputaților (Meclis-i Mebusan) a fost făcută de consiliile administrative provinciale (Meclis-i Umumi).
| Reprezentare |                   |                   |
|              | Camera inferioară | Camera superioară |
| Provincie    | Meclis-i Umumi    |                   |
| Capitală     | Meclis-i Mebusan  | Heyet-i Ayan      |

După înființarea consiliilor administrative în provincii, membrii acestora au ales deputații care urmau să îi reprezinte în Parlamentul din capitală. Meclis-i Mebusan (Camera Deputaților) avea 115 membri, care erau relativ reprezentativi pentru milleturile Imperiului Otoman. În camera inferioară erau 69 de deputați musulmani și 46 reprezentanți ai altor milleturi – evrei, greci, armeni, șa. 
Camera superioară a parlamentului , Senatul  (Heyet-i Ayan) era formată din persoane alese de către sultan. Senatul avea doar 26 de membri, care trebuiau să înlocuiască instituția Porții otomane. Marele vizir a devenit președintele Senatului. 
Au fost organizate două scrutine pentru Parlament între anii 1877 – 1878.

## Primul mandat, 1877
Reacțiile parlamentarilor fată de primejdia izbucnirii unui nou război cu Imperiul Rus  au fost foarte virulente, iar sultanul Abdul Hamid al II-lea a cerut organizarea de noi alegeri. 

## Al doilea mandat, 1878
A doua adunare parlamentară a avut o viață de câteva zile. După discursurile inițiale ale deputaților balcanici, sultanul a suspendat Parlamentul din cauza ostilității populației față de sistemul monarhic